# Selters
För andra betydelser, se Selters (olika betydelser).

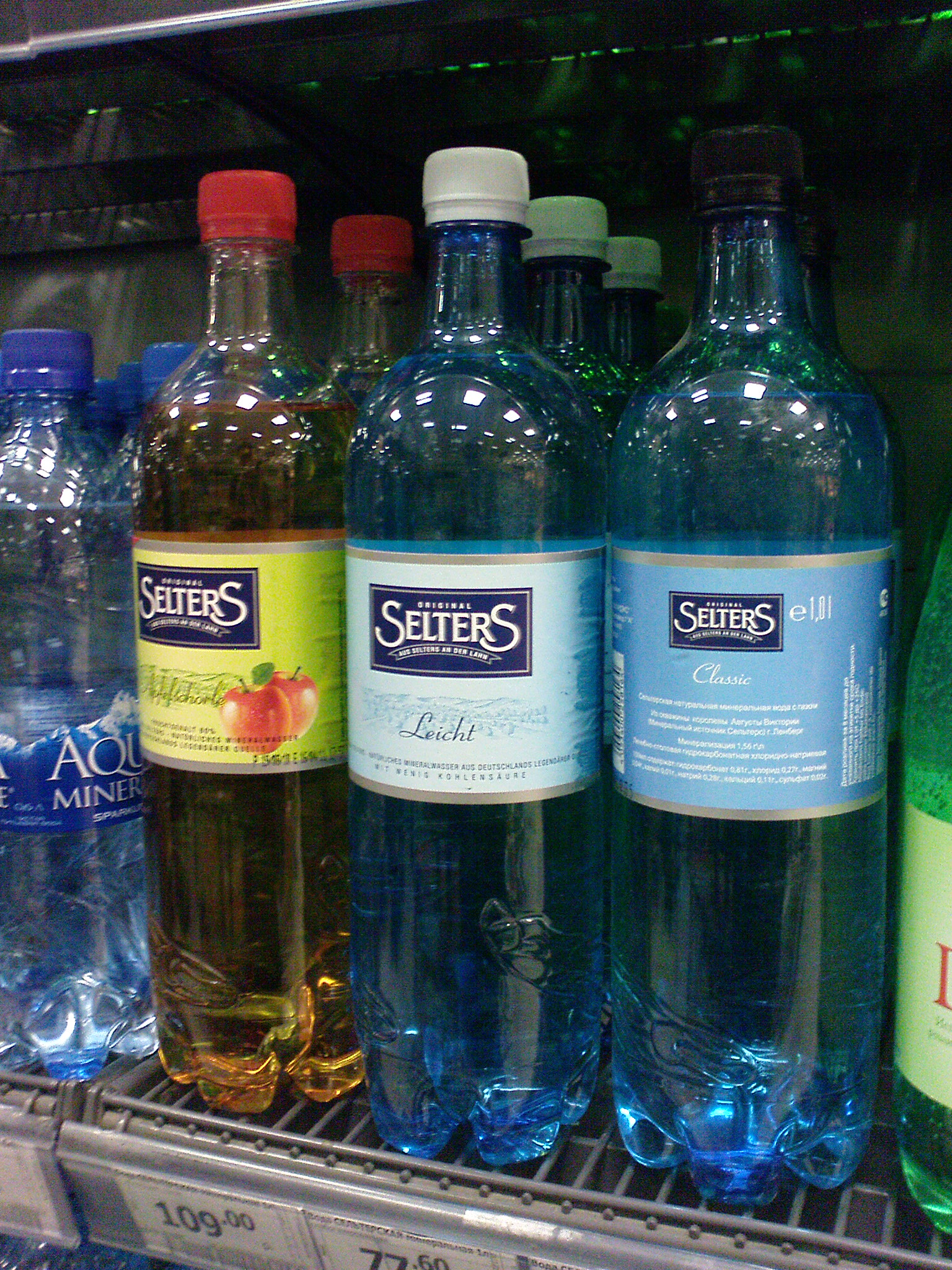
Seltersvatten i butikskyl

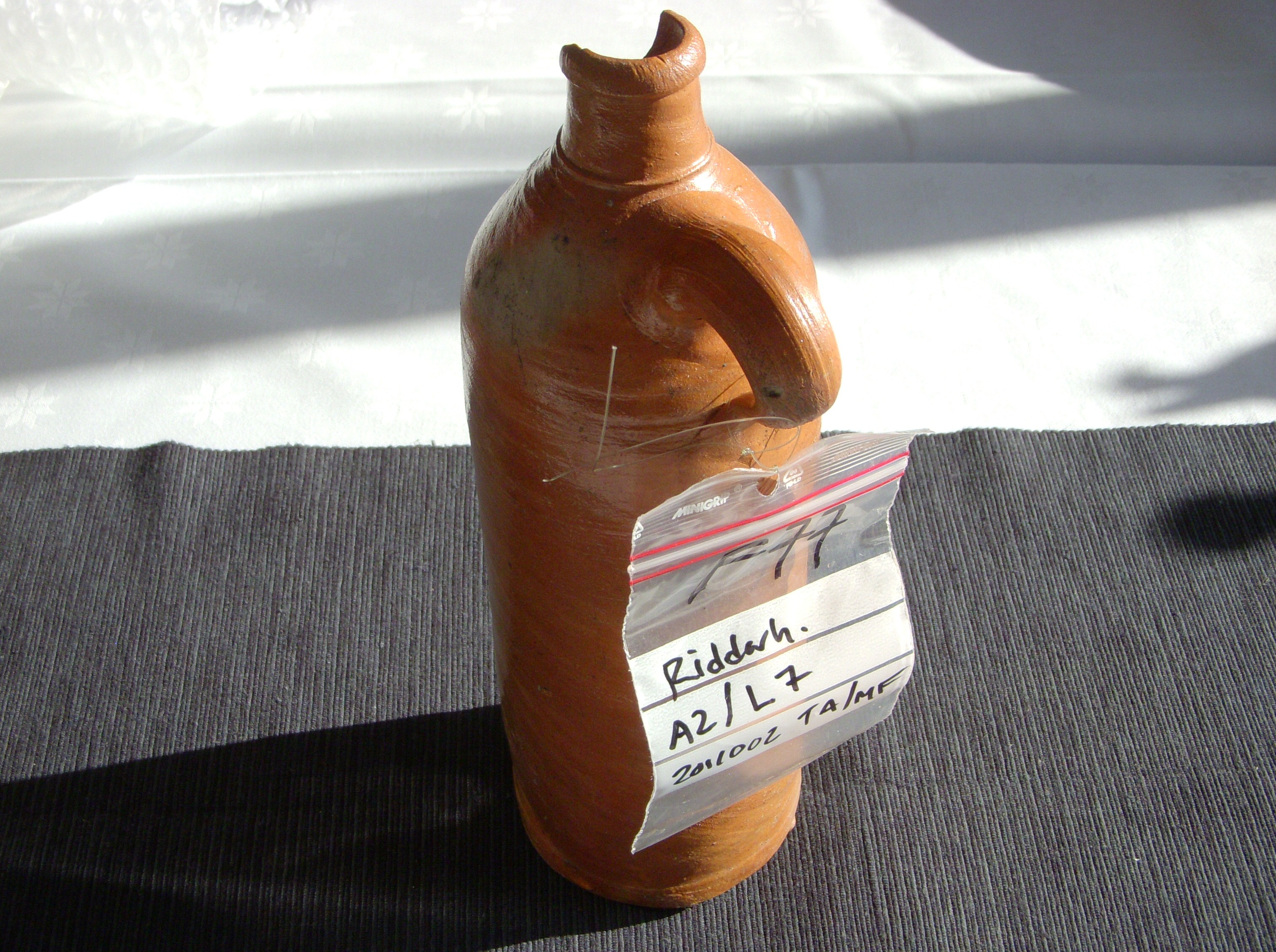
Selterskrus från 1700-talet eller tidigare, funnet i oktober 2011 i Stockholm vid utgrävningar för Citybanan

Selters är ett varumärke för naturligt mineralvatten från källor i Seltersområdet vid Taunusbergen i förbundslandet Hessen i västra Tyskland.
Den mest berömda källan ligger i Niederselters, men även Oberselters och byn Selters-Löhnberg har stått för stor sodavattenframställning. Det finns även andra orter med namnet Selters, bland annat i Ortenberg och Westerwald, med mindre berömda mineralvattenkällor.
Vattnet har varit känt sedan bronsåldern och berömt som sodavatten på grund av sin höga koncentration av natriumbikarbonat (NaHCO3).
Seltersvattnet innehåller även förhöjda halter av kalcium-, klorid-, magnesium-, sulfat- och kaliumjoner.
Vattnet springer fram naturligt kolsyrat, med halt av över 250 mg/l, men säljs i varianter både med och utan kolsyra.
Källorna var kända av romarna som anges ha kallat dem "aqua saltare" (dansande vatten). Namnet "saltrissa" (uppstigande salt) används i dokument på klostret i Fulda från år 772. Endera kan ha gett upphov till det aktuella namnet. Från 1500-talet kom internationell berömmelse med stor export. År 1787 anges årlig export vara över en miljon seltersflaskor, ett krus i stengods.
Selters har fungerat som kurort och vattnet har brukats för medicinsk effekt förutom för smakens skull. Artificiellt skapat "Seltersvatten" med vatten från andra källor med tillsats av motsvarande mineral, har emellertid konkurrerat men medverkat till att etablera namnet Selters som internationellt begrepp för sodavatten. Bland annat genom Torbern Bergmans forskning, han gjorde vattenanalyser och publicerade år 1775 instruktioner för tillverkning av konstgjort kolsyrat mineralvatten, "Afhandling om Bitter-, Selzer-, Spa- och Pyrmonter-Vatten samt deras tillredning genom konst”. Således har benämningen Seltersvatten brukats även om andra sodavatten.
Namnet och vattnet från Selters har varit utgångspunkt för seltzer, ett välkänt sodavatten i USA, men beteckningen förekommer ibland använd även om enkelt kolsyrat vatten utan soda.